# Herbie Hancock
Herbert "Herbie" Jeffrey Hancock, nascut el 12 d'abril de 1940, és un pianista de jazz, compositor i actor, originari de Chicago, als Estats Units. És considerat com un dels pianistes i compositors de jazz més importants i influents. Ha aportat al jazz elements de soul, de rock, de funk, de disco i fins i tot de hip-hop.
Herbie Hancock ha tocat amb nombrosos grans jazzmen durant els anys 1960 i ha format part del Miles Davis quintet, dintre del qual va redefinir el rol de la secció rítmica. També ha estat un dels primers a utilitzar els sintetitzadors i l'scratch. Malgrat les seves experimentacions, la música de Herbie Hancock ha seguit essent sempre melòdica i accessible, trobant-se alguns cops amb èxits comercials importants, particularment amb els temes Cantaloupe Island, Watermelon Man, Chameleon i Rock it.

## Biografia

### Infància i debut de la seva carrera
Herbert és fill de Winnie Belle (Griffin), una secretària, i de Wayman Edward Hancock, inspector de carn del govern. Els seus pares li van posar aquest nom a partir del nom cantant i actor Herb Jeffries.
Com nombrosos pianistes de jazz, Hancock va començar amb estudis musicals clàssics a l'edat de 7 anys. Molt precoç, va tocar el primer moviment del Concert per a piano núm. 5 en re major, de Mozart als 11 anys, en un concert per a joves amb l'Orquestra Simfònica de Chicago.
Durant l'adolescència, Hancock no té cap professor de jazz, però descobreix aquesta música gràcies als enregistraments d'Oscar Peterson i de George Shearing. També escolta d'altres pianistes com McCoy Tyner, Wynton Kelly i Bill Evans, i estudia els temes de Miles Davis, John Coltrane i Lee Morgan. També té Maurice Ravel com un referent.
Després d'haver estudiat composició durant 3 anys i mig al Grinnell College, va ser contractat per Donald Byrd l'any 1961. Acabarà més tard els seus estudis de música a Grinnel en "electrical engineering" (enginyeria elèctrica) i música el 1971. Com a pianista va guanyar ràpidament reputació, i va tocar amb Oliver Nelson i Phil Woods. Va gravar el seu primer àlbum solo Takin' Off per Blue Note l'any 1962 amb el saxofonista Dexter Gordon i el trompetista Freddie Hubbard. El tema Watermelon man donarà un èxit a Mongo Santamaria però l'àlbum crida sobretot l'atenció de Miles Davis, que en aquell moment muntava un nou grup.

### Miles Davis quintet i Blue Note
Hancock entra l'any 1963 al segon gran quintet de Miles Davis, compost per nous talents. La base està formada pel baixista Ron Carter, pel bateria de 17 anys Tony Williams i per Hancock al piano. Després de George Coleman i Sam Rivers, el quintet s'estabilitzarà amb Wayne Shorter al saxòfon tenor. El quintet és considerat com un dels grups de jazz més grans, del qual la secció rítmica ha estat notablement apreciada i reconeguda al llarg dels anys. Aquest grup permet a Hancock de trobar el seu estil, i popularitza nous acords, anteriorment poc utilitzats. També desenvolupa el seu talent com a acompanyant, el qual interpreta de manera contrastada (vegeu especialment les versions en directe de My Funny Valentine). Amb secció rítmica, desenvolupa figuracions altament complexes al voltant de la melodia i dels acords.
A finals de la segona meitat dels 60, el seu enfocament es torna tan sofisticat i original que resulta difícil localitzar els canvis d'acord. El seu concepte d'improvisació serà conegut com a "Time, No Changes". Mentre forma part del grup de Davis, Hancock grava igualment una dotzena de sessions pel segell Blue Note, tan sota el seu nom, com acompanyant d'altres músics com Wayne Shorter, Tony Williams, Grant Green, Bobby Hutcherson, Sam Rivers, Donald Byrd, Kenny Dorham, Hank Mobley, Lee Morgan and Freddie Hubbard.
Els seus àlbums Empyreans Isles (1964) i Maiden voyage (1965) formen part dels LP's de jazz més influents dels anys 60, guanyant premis per la innovació i per la seva accessibilitat. "Cantaloupe Island" és la cançó insígnia de Maiden Voyage i es convertirà en un estàndard del jazz (versionada entre d'altres pel grup US3 - "Cantaloop"). Empyrean Isles comprenia la secció rítmica de Davis així com Freddie Hubbard a la trompeta, si bé George Coleman va participar en Maiden Voyage. Hancock surt igualment a l'època dels àlbums menys coneguts, però igualment aclamats, amb grups més importants, com My Point of View (1963), Speak Like A Child (1968) i The Prisoner (1969).
L'àlbum Inventions and Dimensions està format pràcticament tot ell per música improvisada, i compta amb el baixista Paul Chambers i els percussionistes Willie Bobo i Osvaldo Martinez. En aquest mateix període, Hancock compon la bande sonora del film Blow-Up de Michelangelo Antonioni, la primera de les nombroses que compondrà durant la seva carrera.
Miles Davis incorpora elements del rock i de la música popular a les seves composicions poc abans que Hancock deixi el grup. Malgrat la seva reticència inicial, Hancock toca amb un teclat electrònic (particularment el Fender Rhodes), donara la insistència de Davis. Ràpidament s'adapta a aquest instrument, i aquest fet tindrà la seva influència a les seves temptatives artístiques ulteriors.
L'estiu de 1968, Hancock abandona el grup per formar el seu propi sextet, per bé que hi va anar a parar sota el pretext que hauria tornat massa tard d'una lluna de mal al Brasil. Malgrat la seva marxa, Hancock continuarà per aparèixer al costat de Miles Davis, concretament a In a Silent Way, A Tribute to Jack Johnson i On the corner.

### Fat Albert i Mwandishi
Hancock abandona Blue Note el 1969 i firma amb Warner Brothers. El mateix any compon la banda sonora del programa televisiu de Bill Cosby anomenat Fat Albert. L'àlbum, més a prop del R&B Fat Albert Rotunda, conté concretament la cançó "Tell Me A Bedtime Story", que serà reversionada per sonar més electrònica per a l'àlbum Sounds… and Stuff Like That de Quincy Jones.
Hancock es fascina pels aparells musicals i sota la influència del Bitches Brew de Davis, treu diversos àlbums, en els quals barreja instruments electrònics i acústics.
La primera excursió de Hancock dintre de l'electrònica comença amb un sextet compost pel bateria Billy Hart, pel baixista Buster Williams i per metalls com Eddie Henderson (trompeta), Julian Priester (trombó) i Bennie Maupin, als quals podem afegir Dr. Patrick Gleeson, que s'encarregava dels sintetitzadors.
El sextet treu tres àlbums experimentals amb el nom de Hancock, Mwandishi (1971), Crossings (1972) i Sextant (1973). Dos altres Realization i Inside Out amb pràcticament els mateixos músics, surten amb el nom de Henderson. Tots aquests àlbums contenen improvisacions ben lliures i estan influïdes per la música electrònica però també pels compositors de música contemporània.
Els àlbums d'aquest període esdevindran coneguts sota el nom d'àlbums Mwandishi, d'un nom Swahili que Hancock utilitza en aquesta època. Sextant és certament el més experimental en concret per l'ús de sintetitzadors ARP i per improvisacions molt innovadores. El tema "Hornets" serà revisat per Hancock en el seu àlbum Future2Future sota el nom de "Virtual Hornets".
Entre els instruments de Hancock i Gleeson, podem destacar el Fender Rhodes, el Clavinet, l'ARP Odyssey, l'ARP Pro-Soloist Synthesizer i el Moog Minimoog. Hancock és també un dels primers músics importants en fer servir un ordinador Apple per compondre música, a principis dels anys 1980.

### Headhunters
Després dels seus àlbums experimentals, Hancock vol tornar cap a una música més accessible i més funky. Aquesta elecció hauria estat motivada per les febles vendes dels seus àlbums precedents, constatant que el gran públic no comprenia la música d'avantguarda, també per la seva devoció pel funk i, en concret, el de Sly Stone.
Munta aleshores el grup anomenat The Headhunters. No conserva més que Bennie Maupin del seu sextet, i recluta el baixista Paul Jackson, el percussionista Bill Summers, i el bateria Harvey Mason. El seu primer àlbum Headhunters surt al mercat l'any 1973, i aconsegueix un èxit comercial força important, per bé que va ser criticat per certs fans del jazz. L'àlbum és actualment admirat per la seva energia i per la seva música fresca, a més d'haver tingut certa influència sobre el jazz i el funk, així com el soul i el hip-hop.
Després del canvi de Mason per Mike Clark, el grup treu l'àlbum Thrust a l'any següent, i és quasi tan ben rebut com el seu predecessor, per bé que sense el mateix èxit comercial. El grup traurà un altre disc amb bona acceptació, Survival of the Fittest però sense Hancock. La banda es va reformar l'any 1998 amb Hancock per passar a ser Return of the Headhunters i seguirà tocant i gravant sense ell. Pel que fa a Hancock, s'encamina cap al Jazz - Funk en estat pur, projecte en el qual participen certs membres de The Headhunters, i treu en concret àlbums com Man-Child (1975) i Secrets (1976).

### Retorn als orígens: VSOP i Future Shock
Durant els anys 1970 i principis dels 80, Hancock toca amb el seu quintet V.S.O.P., que compta amb membres del quintet de Miles Davis dels anys 1960, excepte el mateix Davis; en el seu lloc, el trompetista Freddie Hubbard. Malgrat els rumors i les esperances de l'època, Miles Davis no tornarà a refer mai més el seu grup mític. VSOP grava diversos àlbums en directe al Japó cap a finals dels anys 1970, entre els quals VSOP (1976) i VSOP: The Quintet (1977).
L'any 1978, Hancock grava un duo amb Chick Corea, el que havia estat el seu successor en el grup de Miles Davis una dècada abans. Grava igualment un disc en solitari de piano acústic sòbriament anomenat The Piano que inicialment no surt més que al Japó, com molts dels seus àlbums de l'època. També cal citar en aquest període d'altres àlbums com Dedication (1974), VSOP: Tempest at the Colosseum (1977) i Direct Step (1978)
Del 1978 al 1982, Hancock enregistra nombrosos àlbums de jazz marcats per la música pop i disco, amb Sunlight en el qual hi participen músics com Tony Williams i Jaco Pastorius. Amb el treball "I Thought It Was You", en el qual canta a través d'un Vocoder, va trobar-se amb un cert revés, ja que aquest resultat no acaba de convèncer la crítica. Segueix provant amb la mateixa tècnica en treballs com Feets, Don't Fail Me Now, però el resultat ve a ser el mateix amb "You Bet Your Love".
Els seus àlbums a partir de Monster (1980), Magic Windows (1981), i Lite Me Up (1982) formen part dels seus àlbums menys ben acollits per la crítica i pel mercat, en una època saturada de d'híbrids pop-jazz, concretament els del seu antic company Freddie Hubbard. Hancock pren un rol limitat en aquests àlbums, deixant el cant, la composició en alguns casos la producció a d'altres. El sol àlbum d'aquesta època aclamat per la crítica és l'instrumental Mr Hands (1980) al qual hi participa el baixista Jaco Pastorius. Aquest àlbum combina estils ben nombrosos, com el disco instrumental, el latin-jazz, i un tema electrònic interpretat per Hancock sol amb el suport d'ordinadors.
El 1983, Hancock aconsegueix un gran èxit amb el teu tema "Rockit" de l'àlbum Future Shock el qual guanya un Grammy-award. És la primera cançó orientada al gran públic que conté scraches. El videoclip en què surt un robot fent-hi breakdance és igualment un èxit important i li comporta 5 guardons als MTV Video Music Awards. El videoclip genera controvèrsia al seu voltant quan s'acaba sabent que la presència testimonial de Hancock en el videoclip venia per la reticència de la MTV per mostrar músics afroamericans.
El single inaugura una col·laboració amb el baixista i productor Bill Laswell. Hancock experimenta amb la música electrònica amb una sèrie d'àlbums produïts per Laswell: Future Shock (1983), Sound-System (1984) i Perfect Machine. Malgrat els seus èxits comercials, són durament criticats, i n'hi ha fins i tot que diuen que la participació de Hancock ha estat més aviat menor, pel que fa a la influència de Bill Laswell. Durant aquest període, toca a la cerimònia deks Grammy awards amb Stevie Wonder, Howard Jones, i Thomas Dolby en una cèlebre jam de sintetitzador.
Un dels seus àlbums desconeguts dels anys 1980 és el seu treball en directe Jazz Africa que grava amb l'intèrpret gambià de kora Foday Musa Suso. Hancock troba igualment temps per gravar temes de jazz més tradicionals. Més tard torna amb Tony Williams i Ron Carter l'any 1981 i enregistra Herbie Hancock Trio, un àlbum de 5 temes que surt al Japó. Un mes més tard, grava Herbie Hancock Quartet amb Wynton Marsalis, que surt l'any següent als Estats Units.
El 1985, participa en l'àlbum Sun City contra l'Apartheid, iniciativa de Steven Van Zandt. El 1986, Hancock toca en el film Round Midnight del qual també n'és autor de la banda sonora que li va fer guanyar un Academy Award. També realitza música per a publicitat televisiva. Cap al final de la gira Perfect Machine, decideix abandonar Columbia Records, després de 15 anys.
El juny de 2005, quasi la meitat dels seus enregistraments de Columbia han estat remasteritzats. Gravacions que inicialment no havien sortit més que al Japó han estat publicades igualment en altres països.

### Els anys 1990 i posteriors
Després de la seva marxa de Columbia, Hancock es pren un descans que es veurà interromput amb la mort del seu mentor, Miles Davis l'any 1991. El 1994, treu l'àlbum A Tribute To Miles en el seu homenatge amb els seus amics i admiradors de Davis Ron Carter, Tony Williams, Wayne Shorter i Wallace Roney. L'àlbum conté dues gravacions en directe i en estudi, que reprenen clàssics de Davis amb Roney tocant la part de trompeta del mestre. Amb aquest treball aconsegueixen un Grammy com a millor grup.
L'àlbum següent Dis Is Da Drum surt el 1994 i marca el seu retorn a l'acid jazz. Torna l'any següent amb altres estrelles del jazz, entre les quals John Scofield, Jack DeJohnette i Michael Brecker amb l'àlbum The New Standard, compost de versions de cançons populars d'artistes com Nirvana, Stevie Wonder, The Beatles, Prince, Sade, Babyface i Peter Gabriel.
Torna a tenir èxit l'any 1997 en duet amb Wayne Shorter en l'àlbum 1 & 1 en el qual la cançó "Aung San Suu Kyi" s'emporta un Grammy Award com a millor composició instrumental. L'èxit segueix l'any següent amb el seu disc Gershwin's World on revisita de manera inventiva els estàndards de George et Ira Gerswin amb la participació de Stevie Wonder, Joni Mitchell i Wayne Shorter.
L'any 2001, Hancock grava Future2Future amb Bill Laswell i Rob Swift, de X-Ecutioners. Hancock torna amb aquest grup i treu un DVD d'un directe, homenatge a Davis i a John Coltrane gravat a Toronto i anomenat Directions in Music: Live At Massey Hall.
El 2005, acaba un disc de versions a duet Possibilities amb la participació de Carlos Santana, Angélique Kidjo, Paul Simon, Annie Lennox, John Mayer, Christina Aguilera i Sting. El mateix any, torna a Europa amb un nou quartet compost entre d'altres pel guitarrista beninès Lionel Loueke amb el qual explora la música africana i l'ambient. A finals del mateix any, torna a formar el grup Headhunters per a una gira.
El 2006, Sony BMG Music Entertainment, que ha absorbit Columbia (l'antic segell de Hancock), treu al mercat la restrospectiva The Essential Herbie Hancock, la qual és la primera a agrupar les obres publicades sota Warner Brothers, Blue Note Records, Columbia i Verve/Polygram.

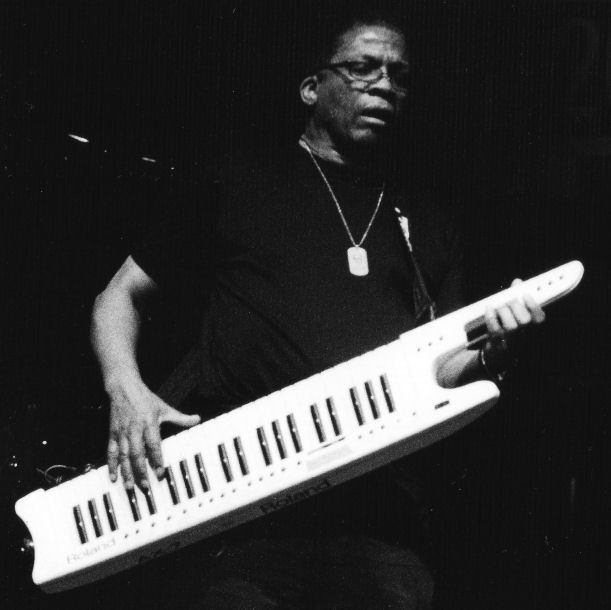
Herbie Hancock l'any 2006.

### Anècdotes
Hancock és budista, i escriu sobre la influència que el budisme ha tingut sobre la seva vida i obra musical, al prefaci del best-seller The Buddha In Your Mirror.
Hancock és el director musical del Tokyo Jazz Festival així com un patron member del Thelonious Monk Institute of Jazz.
Hancock ha creat l'organització ROLO (the Rhythm Of Life Organization) dedicada a l'ús responsable de les tecnologies a fi de fer del món un millor lloc on viure.
En el film Tommy Boy, el personatge de Chris Farley confon Herbie Hancock amb John Hancock quan li demanen qui és el primer a signar la Declaració d'independència dels Estats Units.

## Discografia
- 1962: Takin' Off (Blue Note Records)
- 1963: Inventions And Dimensions (Blue Note Records)
- 1963: My Point Of View (Blue Note Records)
- 1964: Empyrean Isles (Blue Note Records)
- 1965: Maiden voyage (Blue Note Records)
- 1966: B.O. del film Blow-Up (MGM)
- 1968: Speak Like A Child (Blue Note Records)
- 1969: The Prisoner (Blue Note Records)
- 1969: Fat Albert Rotunda (Warner Bros)
- 1970: Mwandishi(Warner Bros)
- 1971: Crossings (Warner Bros)
- 1972: Sextant (Columbia Records)
- 1973: Head Hunters (Columbia Records)
- 1974: Thrust (Columbia Records)
- 1974: Death Wish (Soundtrack) (Columbia Records)
- 1975: Love Me By Name (A&M)
- 1975: Man-Child (Columbia Records)
- 1975: Flood, Live in Japan
- 1976: Secrets (Columbia Records)
- 1977: V.S.O.P. (Columbia Records)
- 1977: Herbie Hancock featuring Jaco Pastorius at Chicago
- 1978: Feets Don't Fail Me Now (Columbia Records)
- 1978: Herbie Hancock: The Piano
- 1979: Monster (Columbia Records)
- 1980: Mr. Hands (Columbia Records)
- 1980: Magic Windows (Columbia Records)
- 1981: Quartet (Columbia Records)
- 1981: Lite Me Up (Columbia Records)
- 1983: Future Shock (Columbia Records)
- 1984: Sound-System (Columbia Records)
- 1986: Round'Midnigh (Columbia Records) BO du film de Bertrand Tavernier: Autour de minuit.
- 1988: Perfect Machine (Columbia Records)
- 1992: The Herbie Hancock Quartet Live (Jazz Door)
- 1992: A Tribute To Miles Davis (Qwest)
- 1994: Cantaloupe Island (Blue Note Records)
- 1995: Dis Is Da Drum (Mercury)
- 1996: The New Standard (Verve)
- 1998: Gershwin's World (Verve)
- 2001: Future 2 Future (Transparent)
- 2002: Day Dreams
- 2005: Possibilities (Hear Music)
- 2007: River - The Joni Letters (Verve)

### AmbWayne Shorter
- 1997: 1 & 1 (Verve)

### AmbMiles Davis
- 1963: Miles Davis In Europe ;
- 1964: "Four" & More ;
- 1964: Miles Davis In Concert, My Funny Valentine ;
- 1964: Miles In Tokyo ;
- 1964: Live In Paris ;
- 1965: E.S.P. ;
- 1966: No (more) blues ;
- 1967: Sorcerer
- 1967: Nefertiti
- 1967: No Blues ;
- 1967: Miles Davis Quintet, Antwerp, Belgium ;
- 1967-1969: Water Babies, sorti en 1976 ;
- 1968: Miles in the Sky ;
- 1969: Complete In a Silent Way, Sessions 1969 ;
- 1969: Filles de Kilimanjaro.

### AmbRon Carter
- 1977: Ron Carter / Herbie Hancock / Tony Williams: Third Plane.

### AmbChick Corea
- 1978: An Evening With Herbie Hancock And Chick Corea in Concert,
- 1979: Coreahancock.

### Participacions
- 2007: Michael Brecker: Pilgrimage;
- 2005: Stephen Stills: Man Alive!.

## Filmografia

### com a compositor
- 1966: Herbie
- 1966: Blow-up
- 1973: The Spook Who Sat by the Door
- 1974: Un justicier dans la ville (Death Wish)
- 1984: A Soldier's Story
- 1985: One Night with Blue Note (video)
- 1986: The George McKenna Story (TV)
- 1986: Jo Jo Dancer, Your Life Is Calling
- 1988: Acció Jackson (Action Jackson)
- 1988: Colors
- 1989: Les Nuits de Harlem (Harlem Nights)
- 1991: Livin' Large!
- 1997: The Best of Latin Jazz (video)
- 2006: Herbie Hancock: Possibilities

### Com a actor
- 1986: Autour de minuit ('Round Midnight): Eddie Wayne
- 1995: Antonio Carlos Jobim: An All-Star Tribute (video): Piano
- 2002: Hitters: Fiscal del districte
- 2014: Girl Meets World: Catfish Willie Slim
- 2015: Miles Ahead: D'ell mateix
- 2016: River of Gold: Narrador
- 2017: Valerian i la ciutat dels mil planetes (Valerian and the City of a Thousand Planets): Ministre de Defensa